# The Christian Martyrs
The Christian Martyrs è un cortometraggio muto del 1909 diretto da Otis Turner.

## Produzione
Il film fu prodotto dalla Selig Polyscope Company.

## Distribuzione
Distribuito dalla Selig Polyscope Company, il film - un cortometraggio di 290 metri - uscì nelle sale cinematografiche statunitensi il 23 dicembre 1909.